# Cnephia toptchievi
Cnephia toptchievi är en tvåvingeart som beskrevs av Yankovsky 1996. Cnephia toptchievi ingår i släktet Cnephia och familjen knott. Inga underarter finns listade i Catalogue of Life.